# Крупинска, Паулина
Паули́на Крупи́нска (пол. Paulina Krupińska; род. 22 июня 1987, Варшава) — польская модель и телеведущая, «Мисс Польша 2012», участница конкурса красоты «Мисс Вселенная 2013».

## Биография
Паулина Крупинска родилась 22 июня 1987 года в Варшаве.
Паулина окончила Академию специальной педагогики, по образованию она социокультурный аниматор. 2 февраля 2013 года после победы на национальном конкурсе красоты Паулина была коронована как «Мисс Польша» и получила в подарок автомобиль Hyundai Veloster. В том же году она принимала участие на международном конкурсе красоты «Мисс Вселенная 2013». Паулина получила специальную награду «Мисс Фотогеничность», но в топ-16 участниц по итогам конкурса она не вошла. Крупинска была «Мисс Польша» в течение трёх лет и стала первой представительницей Польши, носившей этот титул в течение столь продолжительного времени.
В 2013 году дебютировала на польском телевидении в качестве телеведущей собственного цикла программы «Вопросы на завтрак». В последующие годы она продолжала работать телеведущей нескольких программ на польском телевидении. С 5 марта 2020 года Паулина стала соведущей утренней программы «Дни добрые».

## Семья
26 июля 2018 года Паулина вышла замуж за музыканта Себастьяна Карпиеля-Булецку. У пары двое детей — дочь  Антонина (род. 2015) и сын Енджей (род. 2017).